# Liste von Zwischenfällen der Airbus-A320-Familie
Die Liste von Zwischenfällen der Airbus-A320-Familie zeigt eine Übersicht über die Zwischenfälle von Flugzeugen der Airbus-A320-Familie mit Todesfolge, einem abgeschriebenen Flugzeug oder einem globalen Medienecho.
Bis November 2022 wurden insgesamt 41 Airbus A320 durch Unfälle, kriegerische oder kriminelle Einflüsse zerstört oder derart beschädigt, dass sie als Totalschaden abgeschrieben werden mussten; bei diesen Ereignissen kamen 1128 Menschen ums Leben.
Beim Schwestertyp Airbus A318 kam es bisher zu keinem, beim Typ A319 zu sechs Totalverlusten ohne Personenschäden.
In der Baureihe A321 ereigneten sich 9 Totalverluste mit insgesamt 377 Todesopfern.

## Bis 1989
- Am 26. Juni 1988 stürzte eine A320-111 der Air France (Luftfahrzeugkennzeichen F-GFKC) auf dem Air-France-Flug 296 auf dem Flugplatz Mülhausen-Habsheim bei einer Flugvorführung ab, nachdem sie in flachem Flugweg mit leicht angestellter Nase in die Bäume eines Waldes hinter der Startbahn geflogen war. Von den 136 Menschen an Bord starben drei. Dieser Absturz wurde zunächst auf einen Computerfehler zurückgeführt, was zu Kritik an dem Fly-by-Wire-System führte. Laut den offiziellen Ermittlungen lag die Schuld aber bei den Piloten, die durch eine Reihe von Fehlern den Absturz mit verursacht haben sollen, und drei weiteren Verantwortlichen, die alle der fahrlässigen Tötung schuldig gesprochen wurden. Die Piloten hätten das automatische Flugkontrollsystem während des Fluges abgeschaltet, Warnungen wegen zu geringer Flughöhe ignoriert und die Geschwindigkeit sei zu gering gewesen. Die Piloten lasteten diese Probleme jedoch dem Fly-by-Wire-System an – sie waren nicht über die Operational Engineering Bulletins (OEB) auf dem Laufenden gehalten worden, die unter anderem das Verhalten in solchen Flugsituationen betrafen. Über diese offizielle Ursache bleibt jedoch eine Kontroverse zurück, da es zu Manipulationen des Flugschreibers gekommen war. Hätte das Fly-by-Wire-System tatsächlich den Unfall mit verursacht, so hätte das ein Problem für den weiteren Absatz der Baureihe bedeuten können. Bemerkenswert ist dieser Absturz, da er sich bei einem Schauflug vor laufenden Fernsehkameras ereignete.

## 1990–1999
- Am 14. Februar 1990 aktivierte der Flugkapitän einer aus Bombay kommenden A320-231 der Indian Airlines (VT-EPN) durch eine Verwechslung der Bedienelemente beim Landeanflug auf den HAL Bangalore International Airport versehentlich den Leerlauf-Sinkmodus des Autopiloten. Anstatt eine moderatere Sinkrate von 700 ft (213 m) pro Minute einzugeben, gab er ein, dass die Maschine auf eine Höhe von 700 ft (213 m) sinken solle. Da die Schwellenhöhe der Piste des HAL Bangalore International Airport 2.912 ft (888 m) beträgt, hatte die Steuerautomatik keinen Befehl, den Sinkflug über dem Gelände selbständig abzubrechen. Der Autopilot ließ die Maschine noch vor der Landebahn, auf dem Gelände eines Golfplatzes, ins Gelände sinken. Kurz vor dem Aufsetzen wurde dem Piloten die gefährliche Situation bewusst, er gab Vollschub, konnte jedoch die bevorstehende Kollision mit dem Boden nicht mehr abwenden. Der Airbus schlug ca. 850 Meter vor der Landebahnschwelle auf, schlitterte über das Gelände und ging in Flammen auf. Von den 146 Menschen an Bord starben 92 (siehe auch Indian-Airlines-Flug 605).[5]
- Am 20. Januar 1992 um 19:20 Uhr schlug eine vom Flughafen Lyon-Satolas kommende A320-111 mit dem Luftfahrzeugkennzeichen F-GGED beim Landeanflug auf den Flughafen Straßburg südlich des Odilienberges auf dem benachbarten Berg „La Bloss“ (Höhe 826 Meter) auf. Bei dem Unfall kamen 87 der 96 Insassen ums Leben. Die Piloten hatten das damals noch recht neuartige Computersystem der A320 falsch bedient und beim Programmieren des Autopiloten den Modus verwechselt. Die Eingabe der Zahl „33“ – für den korrekten Gleitwinkel („−3.3 Grad“) bei der Programmierung des Autopiloten im TRK/FPA-(track/flight path angle)-Mode – wurde daher vom Computer im tatsächlich eingestellten HDG/V/S (heading/vertical speed) Mode fälschlicherweise als Sinkgeschwindigkeit („−3.300 Fuß pro Minute“) interpretiert. Im Display standen in beiden Modi groß die Ziffern „33“, die für den Gleitwinkel-Modus lediglich durch einen winzigen Punkt getrennt waren. Normal wären aber nur rund 800 Fuß pro Minute gewesen.[6][7] Allgemein wurde angenommen, dass das neuartige Cockpit der A320 und schlechtes Training der Piloten maßgeblich zu diesem Unfall beitrugen. Außerdem hatte das Flugzeug kein Ground Proximity Warning System, und die Vogesen waren zum Zeitpunkt des Unfalls durch hohen Nebel verdeckt. Beim Strafprozess vor dem tribunal correctionnel in Colmar im Jahr 2006 wurden sechs Personen angeklagt – Mitarbeiter der Fluggesellschaft, der Flugsicherheitsbehörde sowie auch von Airbus – die am 7. November 2006 allesamt freigesprochen wurden. Kritik gab es ebenfalls an den langen Verzögerungen bei den Rettungsmaßnahmen durch das französische Militär, das erst nach viereinhalb Stunden durch Hinweise von Zivilisten die Absturzstelle fand. Es wird angenommen, dass bei früherem Eintreffen der Rettungskräfte mehr Passagiere überlebt hätten, die währenddessen bei Minusgraden (−2 bis −10 °C) an Unterkühlung starben.[8] Der Abschlussbericht der Untersuchungskommission kritisierte ausdrücklich das Cockpit-Design und führte zu Verbesserungen (Anzeige des Gleitwinkels durch zwei Ziffern und der Sinkgeschwindigkeit durch vier Ziffern). Auch die VOR-Antenne, die zu Fehlanzeigen im Cockpit führen konnte, wurde geändert (siehe auch Air-Inter-Flug 148).[9]

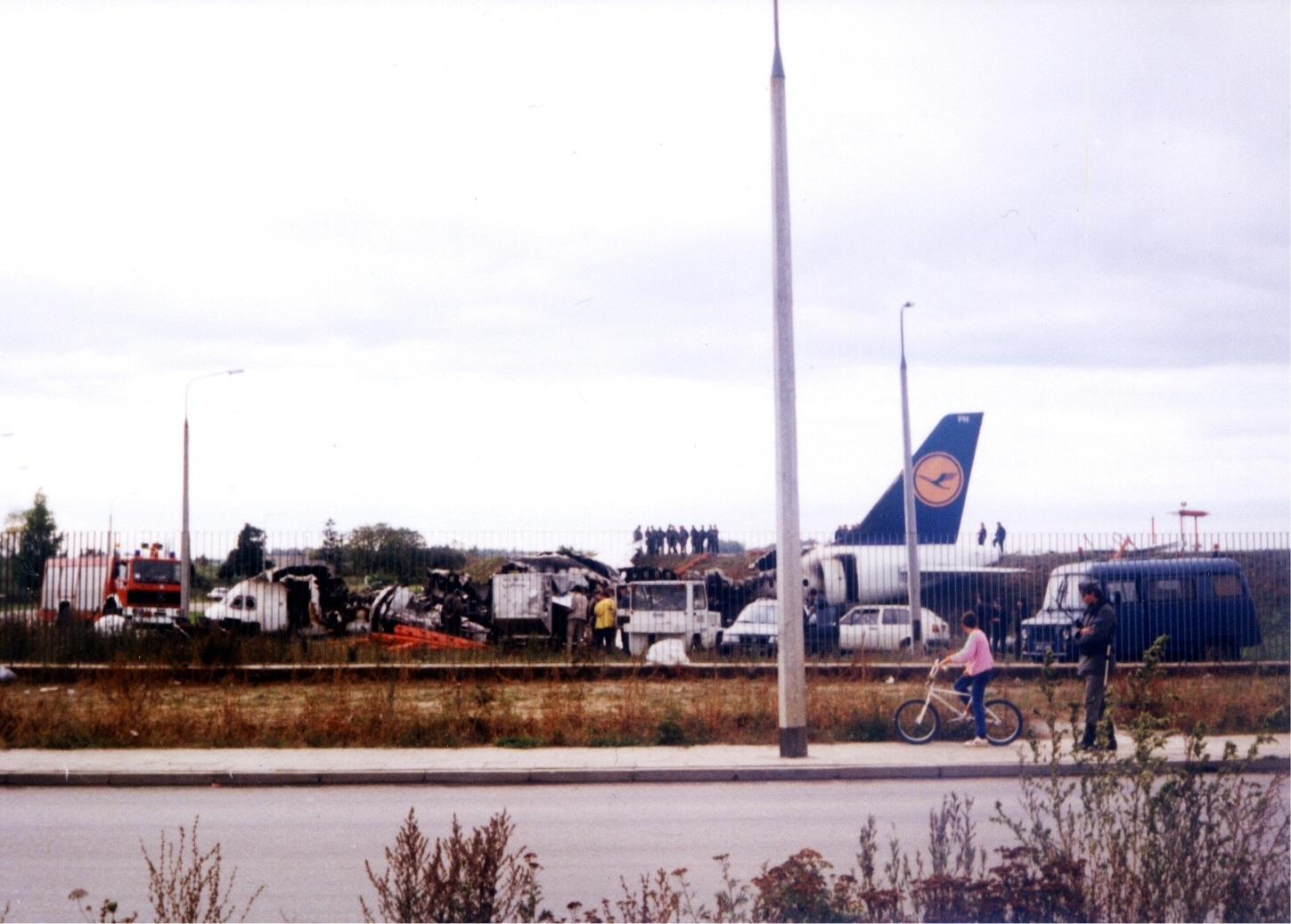
Verunglückte D-AIPN in Warschau

- Am 14. September 1993 verunglückte eine A320-211 der Lufthansa (D-AIPN) in Warschau. Das Flugzeug setzte wegen Scherwinden erst relativ spät mit allen Rädern auf. Wegen einer 3 cm starken Wasserschicht geriet das Flugzeug in Aquaplaning, und die Sensoren am Hauptfahrwerk meldeten keinen ausreichenden und gleichmäßigen Bodenkontakt. Bremshilfen und Umkehrschub konnten erst eingesetzt werden, als alle Fahrwerke den Boden berührten, weshalb den Piloten lediglich etwa 1300 Meter zum Abbremsen blieben, was wegen der Nässe nicht genügte. Somit schoss das Flugzeug mit einer verbleibenden Geschwindigkeit von 72 Knoten über das Ende der Landebahn hinaus und kam erst hinter einem Erdwall zum Stehen. Dabei fing das Flugzeug Feuer. Der Trainingskapitän kam aufgrund des Aufpralls im Cockpit ums Leben, ein Passagier starb an Rauchvergiftung. Die Mitglieder der Kabinenbesatzung, 63 Passagiere und der andere Flugkapitän überlebten den Unfall. Die Erkenntnisse aus diesem Unfall führten zu einer Änderung der Software für die Bodenkontakterkennung (siehe auch Lufthansa-Flug 2904).
- Am 22. März 1998 kam eine A320-200 der Philippine Airlines am Bacolod City Domestic Airport (Philippinen) von der Landebahn ab und durchbrach mehrere Häuser einer anliegenden Siedlung, nachdem der defekte Umkehrschub des Triebwerks 1 in der Climb-Position gelassen wurde und die Maschine wegen des asymmetrischen Schub-Zustandes nach rechts von der Landebahn abkam. Im Flugzeug gab es nur Verletzte, jedoch kamen drei Menschen in der Siedlung ums Leben (siehe auch Philippine-Airlines-Flug 137).[10]

## 2000–2009
- Am 11. April 2000 wurde ein Airbus A320 der Mexicana de Aviación (F-OHMD) auf dem Flughafen Minatitlán (Mexiko) durch einen Brand zerstört. Der Tankwagen fuhr ab, während der Tankschlauch noch mit dem Flugzeug verbunden war. Der Schlauch riss, Treibstoff schoss heraus und ein Feuer brach aus. Es gab keine Todesfälle.[11]

- Am 23. August 2000 wurde eine A320-200 der Gulf Air bei einem nächtlichen Durchstartmanöver am Flughafen Bahrain durch die räumlich desorientierte Besatzung ins flache Meer gesteuert (CFIT). Dabei kamen alle 143 Insassen, 135 Passagiere und acht Besatzungsmitglieder, ums Leben (siehe auch Gulf-Air-Flug 072).[12][13]

- Am 7. Februar 2001 verunglückte ein Airbus A320-200 der Iberia (EC-HKJ) mit 143 Insassen bei der Landung auf dem Flughafen Bilbao. Die Maschine geriet während des Endanfluges in heftige Turbulenzen und Schwerwinde, sodass die Piloten ein Durchstartmanöver einleiten wollten. Durch eine Verkettung der verschiedenen Umstände und eines Designfehlers wurde jedoch das Anstellwinkel-Schutzsystem aktiviert. Dies hinderte die Piloten daran, die Maschine hochzuziehen, sodass diese mit einer Sinkrate von 6 m/s (1200 Fuß pro Minute) auf die Landebahn krachte, wodurch das Bugfahrwerk zusammenbrach und die erst sieben Monate alte Maschine irreparabel beschädigt wurde.[14]

- Am 19. Januar 2003 rollte ein Mechaniker einen Airbus A319 der Northwest Airlines (N313NB) auf dem Flughafen New York-LaGuardia mit viel zu viel Schub über das Vorfeld. Dadurch rammte er eine Boeing 757-251 dieser (N550NW) sowie den Betonsockel einer Fluggastbrücke mit solchem Tempo, dass der Airbus zum Totalschaden wurde. Am Rumpf der Boeing 757 wurde ein Riss mit den Maßen 2 m × 0,60 m erzeugt. Personen kamen nicht zu Schaden.[15]

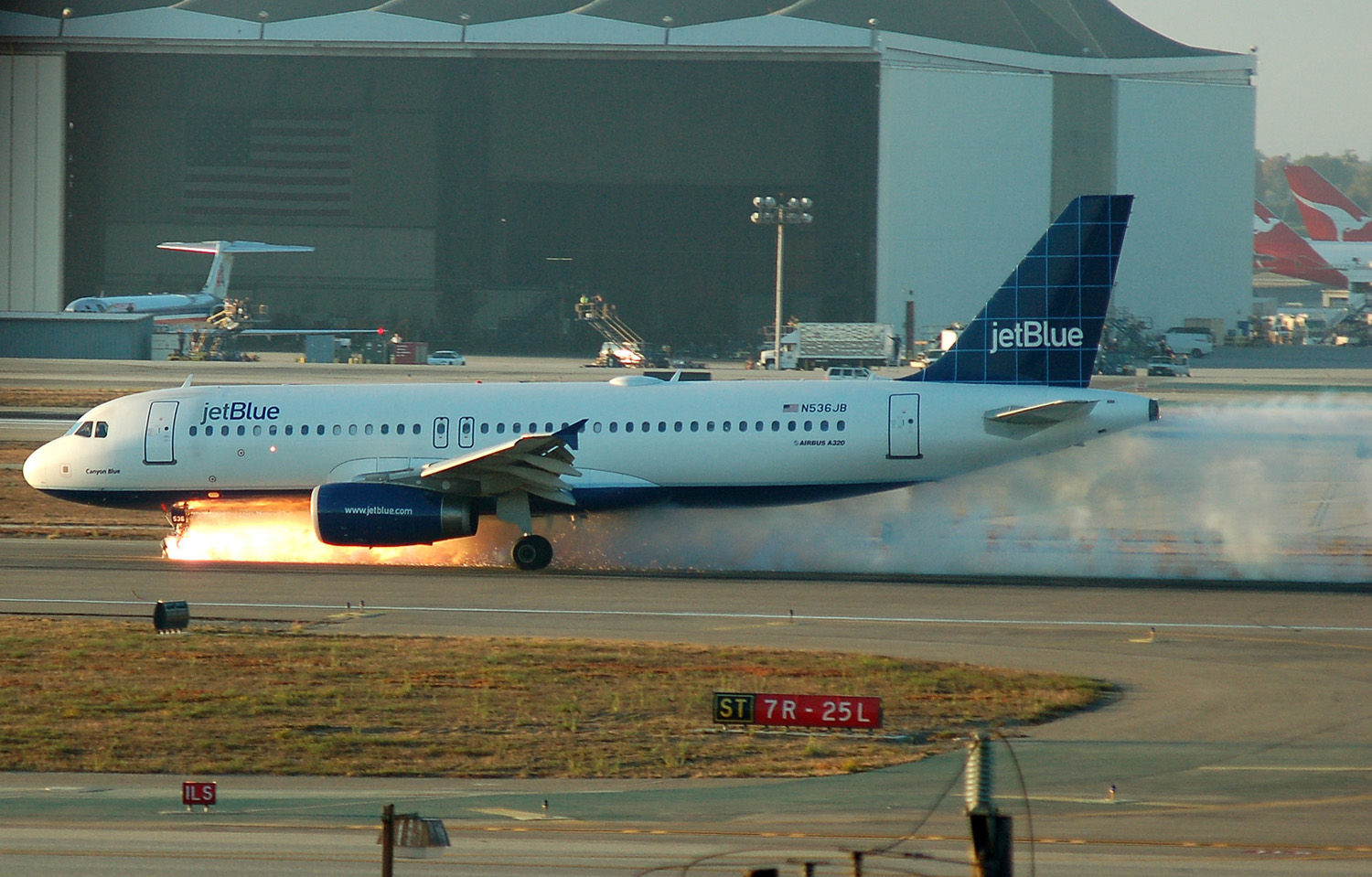
A320 der JetBlue bei Landung mit querstehendem Bugrad

- Am 21. September 2005 kam es auf dem Flughafen Los Angeles zu einem Zwischenfall auf dem JetBlue-Flug 292, der große Aufmerksamkeit auf sich zog, da die Landung live vom Fernsehen übertragen wurde. Wegen eines Ermüdungsbruchs am Steuerungssystem des Bugrads drehte sich dieses nach dem Abheben um 90 Grad und konnte nicht mehr korrekt ausgerichtet und auch nicht eingezogen werden. Die Piloten entschlossen sich deshalb, den Flug abzubrechen und zum Startflughafen Los Angeles zurückzukehren. Da die A320 nicht über eine Einrichtung zum Schnellablassen von Treibstoff verfügt, musste die Maschine zuerst mehrere Stunden über dem Pazifik kreisen, um Treibstoff zu verbrennen und das Gewicht zu reduzieren. Bei der Landung wurde die Felge des querstehenden Bugrads bis auf die Nabe abgeschliffen; das Flugzeug blieb aber immer unter Kontrolle und bewegte sich spurtreu geradeaus. Die Passagiere konnten es über die normalen Treppen verlassen, verletzt wurde niemand. Es war einer von mindestens sieben gleichartigen Unfällen mit querstehendem Bugrad.[16]

- Am 3. Mai 2006 stürzte um 02:15 Uhr Ortszeit eine A320 der Armavia auf dem Armavia-Flug 967 aus Jerewan kommend beim Landeanflug auf den Flughafen von Sotschi ins Schwarze Meer. Alle 113 Menschen an Bord kamen ums Leben. Die vielen Spekulationen über die Absturzursache reichten von den herrschenden schlechten Wetterbedingungen bis hin zu einer Fehlfunktion des Hydrauliksystems. Nach der Auswertung des Flugschreibers wurde am 25. Juli 2006 bekanntgegeben, dass „inadäquate Handlungen des Flugzeugkommandanten“ zum Absturz geführt hätten und es keinerlei technische Probleme gegeben hätte (siehe auch Armavia-Flug 967).[17]

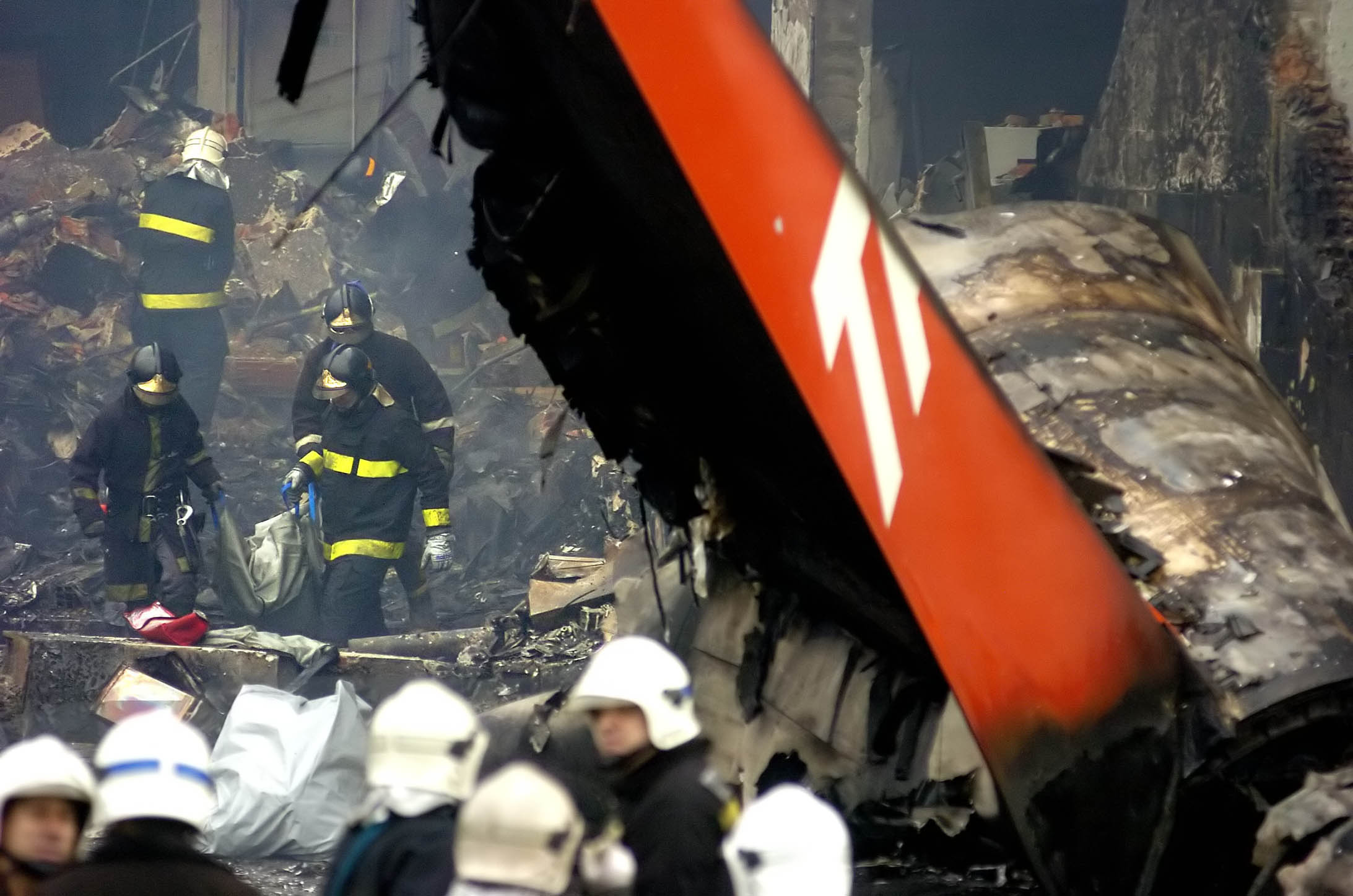
Seitenruder der A320-200 des TAM-Linhas-Aéreas-Flugs 3054

- Am 17. Juli 2007 rutschte eine A320-200 der brasilianischen Fluggesellschaft TAM auf dem TAM-Linhas-Aéreas-Flug 3054 bei der Landung auf dem Flughafen São Paulo–Congonhas über die regennasse Landebahn und kollidierte mit einer angrenzenden Tankstelle sowie einem Frachtterminal. Das Flugzeug mit 186 Personen an Bord sowie die betroffenen Gebäude gingen sofort in Flammen auf, 199 Menschen kamen ums Leben. Dieser Unfall gilt als bislang schwerster Flugunfall in der Geschichte Brasiliens. Hauptgründe waren die bekannt rutschige, nicht sehr lange Landebahn sowie laut Untersuchungsbericht die schon vorher defekte Schubumkehr eines Triebwerks und die Tatsache, dass bei diesem Triebwerk der Schubumkehrhebel nicht betätigt wurde. Letzteres bewirkte – durch die Konstruktion der A320 bedingt – dass weder die Störklappen noch die Radbremsen aktiv werden konnten und das Triebwerk weiter Vorwärtsschub erzeugte.[18]

- Am 26. Oktober 2007 überrollte ein Airbus A320-214 der Philippine Airlines (RP-C3224) bei der Landung auf dem Flughafen Butuan/Bancasi (Philippinen) das Landebahnende, fiel einen leichten Abhang herunter und kam zwischen Bäumen zum Stillstand. Alle 154 Insassen, sechs Besatzungsmitglieder und 148 Passagiere, überlebten den Unfall. Das Flugzeug wurde irreparabel beschädigt.[19]

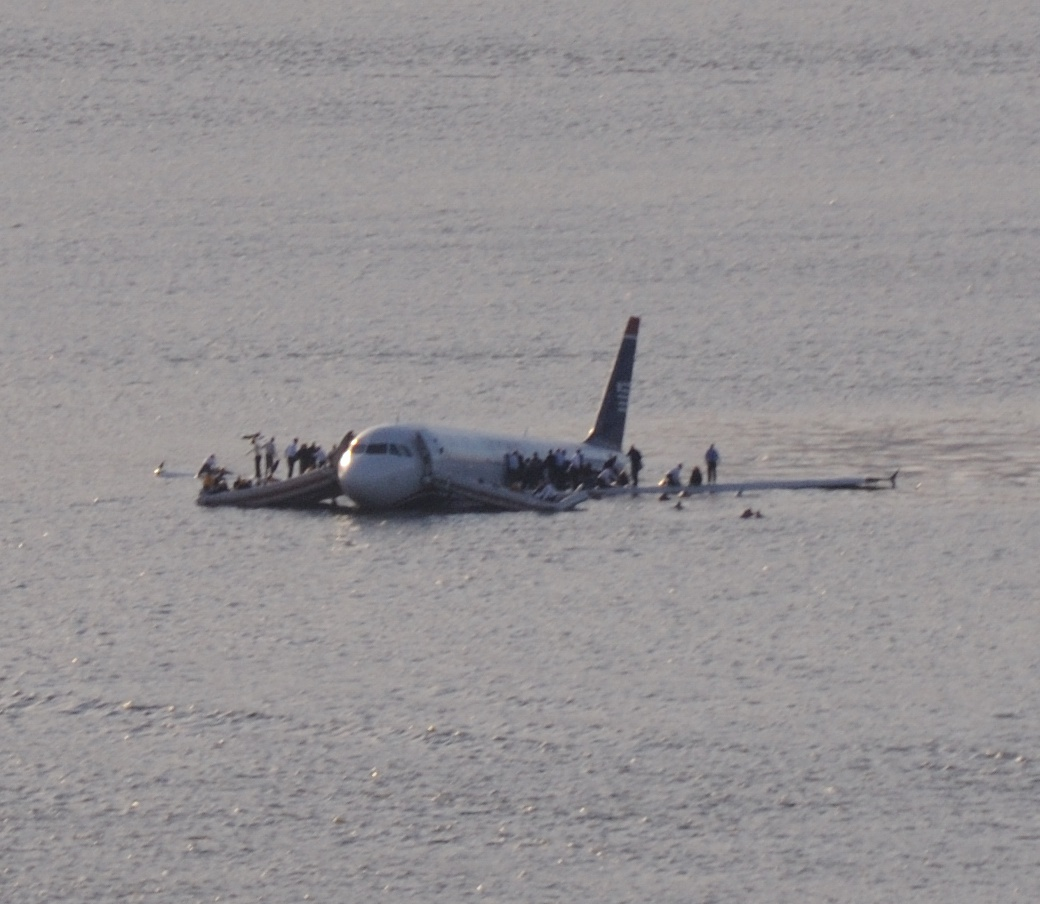
US-Airways-Flug 1549 im Hudson River

- Am 30. Mai 2008 überschoss eine A320-200 auf dem TACA-Flug 390 die nasse Landebahn des Flughafens Tegucigalpa, stürzte einen Flughafendamm hinunter und schlug auf einer Straße auf. 3 Personen an Bord und 2 am Boden starben.[20]

- Am 27. November 2008 stürzte eine A320-232 bei einem zweistündigen Abnahmeflug XL-Airways-Germany-Flug 888T vor der Rückgabe von der deutschen XL Airways an den Leasinggeber Air New Zealand vor Saint-Cyprien Plage in der Nähe von Perpignan ins Mittelmeer.[21] Alle sieben Personen an Bord, zwei Piloten der XL-Airways und fünf Piloten und Ingenieure von Air New Zealand,[22] wurden dabei getötet. Die Untersuchung ergab, dass offenbar bei der Flugzeugreinigung drei Tage vor dem Flug Wasser in die Anstellwinkel-Messsonden geraten war, das dann während des Flugs gefror und so die Sonden blockierte. Deshalb versagte beim Langsamflugtest das Anstellwinkel-Sicherungssystem, so dass das Flugzeug in den Strömungsabriss geriet. Mehrere Gründe führten dazu, dass die Piloten den folgenden Sturzflug nicht mehr rechtzeitig abfangen konnten. Ein zentraler Unfallfaktor war, dass die Piloten Linienpiloten ohne Testflugausbildung waren, aber ein Testprogramm durchführten, das für Testpiloten zusammengestellt worden war. Sie machten daher mehrere Fehler, die in ihrer Gesamtheit bewirkten, dass die blockierten Sonden zum Absturz führten.[23][24]

- Am 15. Januar 2009 mussten die Piloten eine A320-214 der US Airways im Hudson River notwassern. Ein Vogelschlag hatte kurz nach dem Start vom Flughafen New York-LaGuardia zum Ausfall beider Triebwerke geführt. Alle Insassen überlebten den Zwischenfall, niemand wurde ernsthaft verletzt (siehe auch US-Airways-Flug 1549).[25][26]

## 2010–2019
- Am 28. Juli 2010 prallte eine A321-200 der pakistanischen Airblue auf dem Airblue-Flug 202 beim Landeanflug gegen die nahe dem Flughafen Islamabad liegenden Margalla Hills. Es befanden sich 152 Menschen an Bord, von denen niemand überlebte.[27] Zum Zeitpunkt des Unfalls herrschte aufgrund des Monsuns schlechte Sicht. Mit dem Baumuster A321 war dies der erste Zwischenfall mit Personenschaden. Ursache war das Fliegen eines „selbstgestrickten“ Anflugverfahrens durch den Kapitän unterhalb der Mindesthöhe. Er reagierte dabei weder auf Hinweise des Ersten Offiziers noch auf insgesamt 21 Warnungen des Bodenwarngeräts EGPWS.[28]
- Am 24. September 2010 verunglückte ein aus Rom-Fiumicino kommender A319 der italienischen Billigfluggesellschaft Wind Jet (EI-EDM) bei der Landung auf dem Flughafen Palermo-Punta Raisi. Während des Anflugs gegen 20 Uhr herrschte starker Regenfall und wurden auch Windscherungen gemeldet. Die Maschine setzte 367 Meter vor der Landebahn 07 auf und rutschte noch 850 Meter weiter. Das Hauptfahrwerk des Airbus knickte dabei ab. Von den insgesamt 129 Menschen an Bord erlitten bei der anschließenden Evakuierung des Flugzeuges 34 Passagiere und 1 Flugbegleiter leichte Verletzungen.[29] Am 28. November 2014 veröffentlichte die italienische Luftunfallbehörde ANSV schließlich ihren abschließenden Untersuchungsbericht[30] und benannte Pilotenfehler als Hauptunfallursache: Der Bericht stellt zahlreiche Verstöße gegen Handlungsrichtlinien fest; so verzichtete der Flugkapitän auf die vorgeschriebene Landevorbesprechung, beschimpfte mehrfach den unerfahrenen Copiloten, der das Flugzeug anfangs steuerte, und unterstützte ihn während des Landeanflugs nur unzureichend, bis er selbst die Steuerung übernahm. Zudem kritisiert der Bericht, dass das Flughafenpersonal nur verzögert Alarm auslöste und die ersten Rettungsfahrzeuge erst 22 Minuten nach dem Unfall am Flugzeug eintrafen. Zu diesem Zeitpunkt hatten sich die Passagiere bereits zu Fuß in das nahe Flughafengebäude gerettet.[31][32]
- Am 20. September 2012 kollidierte ein A320-232 der Syrian Arab Airlines in etwa 3600 m Höhe auf dem Weg von Damaskus nach Latakia mit einem syrischen Militärhelikopter. Infolgedessen wurde das Seitenleitwerk schwer beschädigt, die Maschine konnte jedoch wieder sicher in Damaskus landen, während die vierköpfige Besatzung des Militärhubschraubers den Zusammenstoß nicht überlebte (siehe auch Syrian-Arab-Airlines-Flug 501).[33]
- Auf einem Flug am 5. November 2014 kam es auf dem Linienflug LH 1829 der Lufthansa von Bilbao nach München wegen vereister Sensoren zu Problemen. Der Autopilot der A321-200 (Kennzeichen D-AIDP) leitete 15 Minuten nach dem Start in Bilbao einen starken Sinkflug ein. Die Sinkrate betrug 20,3 m/s (4000 Fuß pro Minute). Die Maschine sank von 31.000 Fuß auf 27.000 Fuß. Hintergrund waren vereiste Anstellwinkelsensoren des amerikanischen Unternehmens UTC Aerospace Systems. Laut einem Zwischenbericht der BFU[34] froren die von zwei der drei redundanten Anstellwinkelsensoren gelieferten Werte innerhalb von etwa einer Minute bei fast gleichen Werten ein. Weicht einer der drei Sensoren zu weit vom Mittelwert aller drei ab, wird er von den Flugcomputern nicht mehr berücksichtigt (2-aus-3-Auswahl). So wurde in diesem Fall vom Computer das nicht eingefrorene Sensorsignal verworfen und wegen der verwendeten falschen Werte der Anstellwinkel des Flugzeugs auf einen zu geringen Wert begrenzt. Die Besatzung konnte die Verbindung zu den vereisten Sensoren nach Rücksprache mit der Technik unterbrechen.[35] Die europäische Flugaufsichtsbehörde EASA verfasste eine Notfall-Sicherheitswarnung für die Baureihen A320, A330 und A340; laut Airbus-Vertretern seien davon etwa 3000 Flugzeuge betroffen.[36] Eine Warnung vor vereisenden Anstellwinkelsensoren bei Flugzeugen der Baureihen A320, A330 und A340 war von der EASA auch schon im Dezember 2012 ausgesprochen worden; damals galten etwa 700 Flugzeuge als betroffen.[37]

- Am 28. Dezember 2014 verschwand eine A320-216 der Indonesia AirAsia auf dem Flug QZ8501 von Surabaya nach Singapur von den Radarschirmen. Zuvor wurde bei der indonesischen Flugsicherung ein Steigflug auf 38.000 Fuß aufgrund einer Gewitterfront beantragt, der jedoch abgelehnt wurde. Zwei Tage später bestätigte die indonesische Regierung, dass das Flugzeug in die Karimata-Straße (Javasee) abgestürzt sei. Von den 155 Passagieren und 7 Besatzungsmitgliedern überlebte niemand den Unfall. Im Dezember 2015 wurde von der indonesischen Behörde für Transportsicherheit ein Bericht veröffentlicht, der einen Ausfall eines Computersystems zur Steuerung der Ruder und die anschließenden Maßnahmen der Crew dafür verantwortlich macht, dass die Maschine nicht mehr kontrolliert werden konnte und somit abstürzte.[38][39]
- Am 24. März 2015 flog eine A320-211 der Lufthansa-Tochter Germanwings auf dem Germanwings-Flug 9525 mit 144 Passagieren und 6 Besatzungsmitgliedern an Bord über den Voralpen nahe der südfranzösischen Ortschaft Barcelonnette frontal in einen Berg. Der Abschlussbericht der französischen Behörde BEA stellt fest, dass das Flugzeug vom Copiloten Andreas Lubitz in suizidaler Absicht vorsätzlich zum Absturz gebracht worden sei. Es gab keine Überlebenden. Die Maschine war auf dem Weg von Barcelona nach Düsseldorf.
- Am 29. März 2015 verunglückte eine A320-211[40] der Air Canada mit dem Kennzeichen C-FTJP auf deren Flug 624 beim Landeanflug auf Halifax. In heftigem Schneetreiben setzte die Maschine etwa 335 Meter vor der Piste auf, kappte Signal- und Stromleitungen und kam erheblich beschädigt auf der Piste zum Liegen. Bei dem Unfall sind unter anderem das Fahrwerk, die Nase und ein Triebwerk der Maschine abgerissen worden. An Bord der Maschine befanden sich 138 Menschen, von denen 23 leicht verletzt wurden.[41][42]

- Am 14. April 2015 setzte ein am Flughafen Incheon gestarteter Airbus A320-232 (HL7762) auf dem Flug 166 der Asiana Airlines gut 300 Meter vor dem Landebahnanfang auf dem Flughafen Hiroshima auf, drehte sich dann auf der Piste um 180° und blieb neben dieser liegen. 22 Passagiere wurden verletzt; das Flugzeug wurde zum Totalschaden.[43][44]

- Am 25. April 2015 wurde ein Airbus A320 der türkischen Fluggesellschaft Turkish Airlines (TC-JPE) bei einer fehlgeschlagenen Landung und anschließenden Notlandung auf dem Flughafen Istanbul-Atatürk irreparabel beschädigt. Im ersten Anflug auf die Landebahn 05 des Atatürk Airport rollte der Airbus um die Längsachse nach rechts und setzte hart auf, wobei Triebwerk und Tragfläche Bodenkontakt hatten und die Besatzung den Landeversuch abbrach. Bei der folgenden Notlandung auf die Piste 35L kollabierte das beim missglückten Landeversuch beschädigte rechte Hauptfahrwerk und das aus Mailand kommende Flugzeug kam gegen die Landerichtung abseits der Piste zu stehen. Alle 97 Passagiere überlebten die Bruchlandung.[45]

- Am 31. Oktober 2015 stürzte ein Airbus A321-231 der russischen Fluggesellschaft Kogalymavia auf dem Flug 9268 etwa 20 Minuten nach dem Start vom Flughafen Scharm asch-Schaich mit 217 Passagieren und 7 Besatzungsmitgliedern in der ägyptischen Sinai-Halbinsel aus bisher ungeklärter Ursache ab. Alle 224 Insassen kamen ums Leben. Die terroristische Vereinigung „Islamischer Staat“ (IS) behauptet, für den Absturz verantwortlich zu sein.[46] Auch die Ermittler gehen davon aus, dass eine Bombe den Absturz verursachte. Im Januar 2016 wurde ein Techniker der Egypt Air verhaftet, der verdächtigt wird, zusammen mit zwei Polizisten und einem Mitarbeiter der Gepäckabfertigung die Bombe an Bord der Maschine geschmuggelt zu haben.[47] Es ist der bisher schwerste Unfall eines Flugzeugs der A320-Familie.[48]

- Am 2. Februar 2016 ereignete sich an Bord eines Airbus A321-111 mit dem Kennzeichen SX-BHS auf dem Daallo-Airlines-Flug 159 kurz nach dem Start in Mogadischu eine Explosion, die ein Loch in den Rumpf riss. Die Maschine vollzog danach eine Notlandung in Mogadischu. Insgesamt wurden zwei der 74 Passagiere verletzt, ein Passagier wurde bei der Explosion aus dem Rumpf gesogen und starb.[49] Somalische Ermittler gehen davon aus, dass der ums Leben gekommene Passagier mit seinem Rollstuhl eine Bombe an Bord schmuggeln konnte, die allerdings bei der Detonation in niedriger Höhe keine schwereren Schäden anrichtete.[50]

- Am 19. Mai 2016 stürzte ein A320-232 mit dem Kennzeichen SU-GCC rund 290 Kilometer nördlich der Hafenstadt Alexandria ins östliche Mittelmeer. Er befand sich auf dem Weg von Paris nach Kairo. Das Flugzeug verschwand nur kurz nachdem es den ägyptischen Luftraum erreichte aus der Radarerfassung. An Bord des Flugzeugs befanden sich 56 Passagiere, sieben Besatzungsmitglieder und drei Sicherheitskräfte (siehe auch Egypt-Air-Flug 804).[51][52]

- Am 15. Januar 2018 wurde ein A319 der libyschen Afriqiyah Airways (5A-ONC) bei Kampfhandlungen auf dem Mitiga International Airport bei Tripolis durch Artilleriegeschosse im oberen Rumpfbereich derart beschädigt, dass ein Totalschaden entstand. Personen kamen nicht zu Schaden.[53]

- Am 28. Februar 2018 kam es in einem Airbus A320-214 der estnischen SmartLynx Airlines Estonia (Luftfahrzeugkennzeichen ES-SAN) zu einem Ausfall beider Triebwerke sowie einem weitgehenden Ausfall der Flugsteuerung auf einem Trainingsflug am Flughafen Tallinn (Estland). Bei einem Touch-and-Go reagierte das Flugzeug nicht mehr auf Steuerbefehle, hob aber dennoch zunächst ab, um dann 200 Meter vor deren Ende hart auf der Landebahn aufzuschlagen. Dabei wurden beide Triebwerke schwer beschädigt; die Maschine stieg wieder steil nach oben und ließ sich nach vollständigem Ausfall der Längsneigungsregelung aller Flugsteuerungscomputer (SEC und ELAC) nur noch mittels der Trimmung der Höhenflosse steuern. Das Triebwerk 2 (rechts) begann zu brennen. Das Flugzeug stieg unkontrollierbar auf eine Höhe von 480 Metern (1590 Fuß) und ging dann in einen Sturzflug über, der erst in 180 Metern (596 Fuß) Höhe mittels der Trimmung abgefangen werden konnte. Nach Erreichen einer Höhe von 400 Metern (1300 Fuß) fiel das rechte Triebwerk komplett aus, 20 Sekunden später auch das linke, gefolgt von der normalen Stromversorgung. Es gelang den Piloten dennoch, eine Bruchlandung im Schnee links von der Landebahn durchzuführen. Alle sieben Besatzungsmitglieder, die einzigen Insassen, überlebten. Das Flugzeug wurde irreparabel beschädigt. Als Hauptursachen wurden eine „Schwäche“ in einem Teil der Flugsteuerungsprogrammierung sowie ein weiterer schwerer Fehler in der Logik der SECs (Spoiler Elevator Computer) ermittelt.[54][55]

- Am 15. August 2019 wurde ein Airbus A321-200 (VQ-BOZ) auf dem Flug 178 der Ural Airlines vom Flughafen Moskau-Schukowski nach Simferopol auf der Halbinsel Krim in der Ukraine mit 226 Passagieren und sieben Besatzungsmitgliedern an Bord kurz nach dem Start von einem Schwarm Möwen getroffen, weshalb das Flugzeug in einem Maisfeld weniger als drei nautische Meilen von der Start- und Landebahn entfernt mit eingefahrenem Fahrwerk notlanden musste. Es gab keine Todesopfer, jedoch mussten 23 Menschen ins Krankenhaus eingeliefert werden.[56][57]

## Ab 2020
- Am 22. Mai 2020 verunglückte ein Airbus A320-200 der Pakistan International Airlines (Luftfahrzeugkennzeichen AP-BLD) kurz vor der Landung am Flughafen Karatschi. Die Piloten flogen beim ersten Anflug viel zu hoch und zu schnell an, worauf der Fluglotse sie mehrfach hinwies. Trotzdem setzten sie den Anflug fort. Beim ersten Landeversuch schlug das Flugzeug mit eingefahrenem Fahrwerk etwa 1300 Meter, 1650 Meter und 2100 Meter hinter der Schwelle der Landebahn mehrfach mit den Triebwerken auf selbiger auf, wobei die Triebwerke beschädigt wurden. Trotzdem wurde das auf dem Bauch rutschende Flugzeug durchgestartet und die Piloten zwangen ihre schwer beschädigte Maschine wieder in die Luft. Aufnahmen von Augenzeugen zeigen, dass die Triebwerke an der Unterseite Schleifspuren aufwiesen. Während einer Platzrunde fielen dann auf 1800 Fuß Höhe beide Triebwerke aus. Aufgrund der geringen Höhe gelang es den Piloten nicht mehr, zum Flughafen zurückzukehren. Das aus Lahore kommende Flugzeug stürzte mit hochgezogener Nase 1400 Meter östlich der Landebahn in ein dicht besiedeltes Wohngebiet, wobei 89 der 91 Passagiere und alle acht Besatzungsmitglieder ums Leben kamen. Am Boden gab es ein Todesopfer und sieben Verletzte, während 19 Gebäude beschädigt und etwa ein Dutzend Fahrzeuge zerstört wurden. Der Absturz wurde von mindestens zwei Überwachungskameras aufgenommen (siehe auch Pakistan-International-Airlines-Flug 8303).[58][59]

- Am 18. November 2022 kollidierte ein Airbus A320neo der LATAM im Auftrag der LATAM Peru (CC-BHB) während des Startlaufes am Flughafen Lima bei hoher Geschwindigkeit mit einem Feuerwehrfahrzeug. Bei der Kollision starben zwei Feuerwehrleute im Fahrzeug und ein weiterer Feuerwehrmann wurde schwer verletzt, während von den 102 Passagieren und 6 Besatzungsmitgliedern 36 verletzt wurden.[60][61] Dies ist der erste Totalverlust eines Flugzeuges der Neo-Familie (siehe auch LATAM-Perú-Flug 2213).[62]
- Am 22. Mai 2025 erlitt ein Airbus A320-214 der Eurowings ein Flug aus Palma de Mallorca einen Tailstrike (Ein Heckaufprall). Nachdem die Flugbesatzung am Flughafen Paderborn/Lippstadt Durchstarten musste[63].

- Am 28. Januar 2025 fing ein Airbus A321-200 der südkoreanischen Fluggesellschaft Air Busan (HL-7763), der vom Flughafen Gimhae bei Busan nach Hongkong fliegen sollte, noch vor dem Start Feuer und ein Großteil der Passagierkabine brannte aus. Alle 176 Insassen konnten das Flugzeug lebend verlassen.[64]

- Am 9. Juni 2025 kam es zur Notlandung eines Airbus 319 der EasyJet von Budapest am Weg nach Lyon in Graz nachdem Rauch in der Kabine auftrat. 147 Passagiere und die Crew blieben unverletzt.[65]